# 래리 키팅
래리 키팅(Larry Keating, 1899년 6월 13일 ~ 1963년 8월 26일)은 미국의 배우, 텔레비전 배우, 영화배우이다.

## 영화
- 인크레더블 미스터 림펫 (1964년)
- 미스터 에드 (1961년)
- 후 워스 댓 레이디 (1960년)
- 베스트 씽스 인 라이프 알 프리 (1956년)
- 애심(영어판) (1956년)
- 키다리 아저씨 (1955년)
- 쉬즈 백 온 브로드웨이 (1953년)
- 그녀에게 기회를 (1953년)
- 더 라이트 터치 (1952년)
- 썸딩 포 더 버즈 (1952년)
- 몽키 비지니스 (1952년)
- 프란시스 고즈 투 더 레이시스 (1951년)
- 투 영 투 키스 (1951년)
- 세계가 충돌할 때 (1951년)
- 교배 기간 (1951년)
- 컴 필 더 컵 (1951년)
- 빛나는 승리 (1951년)
- 세가지 비밀 (1950년)
- 미스터 880 (1950년)
- 툴사 (1949년)